# Battaglia del lago del Fucino
La battaglia del lago del Fucino fu combattuta nell'89 a.C. tra un'armata romana guidata dal console Lucio Porcio Catone e una di ribelli Italici (Marsi) durante la Guerra sociale; il console a quanto riportano le fonti stava per avere la meglio sui ribelli, quando la sua improvvisa morte (avvenuta ad opera dei ribelli, oppure dei Romani stessi per ordine di Gaio Mario il Giovane preoccupato che la vittoria potesse offuscare quella di suo padre sui Cimbri) ribaltò le sorti della battaglia a favore dei ribelli.
Rimane un'inusuale nota archeologica della battaglia consistente in una fionda (una sbarra di piombo con in cima un anello di ferro, ospitante la stringa dell'arma): essa conterrebbe iscrizioni venetiche, supponendo la presenza di truppe reclutate tra i Veneti.